# عشق هزینه‌ای ندارد (فیلم)
عشق هزینه‌ای ندارد (به انگلیسی: Love Don't Cost a Thing؛ به صورت Love Don't Co$t a Thing نیز نوشته می‌شود) فیلمی کمدی سبک نوجوان آمریکایی در سال ۲۰۰۳ به نویسندگی و کارگردانی تروی بیر با بازی نیک کانون و کریستینا میلیان است. همچنین در این فیلم استیو هاروی، کنان تامپسون و کال پن نقش آفرینی کردند. این فیلم بازسازی شده فیلم ۱۹۸۷ نمی‌توانی عشق مرا بخری است و عنوان خود را از ترانهٔ جنیفر لوپز به همین نام گرفته‌است.